# Teemu Hautamäki
Teemu Hautamäki (ur. 9 lutego 1977) – fiński muzyk, kompozytor, wokalista i instrumentalista. Teemu Hautamäki znany jest przede wszystkim z wieloletnich występów w gothic metalowym zespole Charon. Od 2004 roku występuje w deathmetalowym zespole Napoleon Skullfukk. W 2006 roku napisał cztery teksty na potrzeby płyty The Last Embrace grupy Embraze.

## Dyskografia
- Charon – Sorrowburn (1998, Diehard Records)
- Charon – Tearstained (2000, Spinefarm Records)
- Charon – Downhearted (2002, Spinefarm Records)
- Charon – The Dying Daylights (2003, Spinefarm Records)
- Charon – Songs for the Sinners (2005, Spinefarm Records)
- Embraze – The Last Embrace (2006, Verikauha Records)
- Charon – A-Sides, B-Sides & Suicides (2010, Spinefarm Records)
- Napoleon Skullfukk – Swollen & Torture Metal (2011, Dynamic Arts Records)